# Bishopville
Bishopville är administrativ huvudort i Lee County i South Carolina. Orten har fått sitt namn efter markägaren Jacques Bishop. Enligt 2020 års folkräkning hade Bishopville 3 024 invånare.

## Kända personer från Bishopville
- La'Tangela Atkinson, basketspelare
- Henry E. Brown, politiker